# Schweizer Filmpreis 2020
Die 23. Verleihung der Schweizer Filmpreise sollte ursprünglich am 27. März 2020 in Zürich stattfinden. Aufgrund der COVID-19-Pandemie wurde die Verleihung abgesagt. Die Gewinner wurden am 23. März 2020 in einer Medienmitteilung bekanntgegeben. Die Überreichung der Preise sollte später im Rahmen des Locarno Film Festivals im August 2020 erfolgen, dieses ist allerdings in seiner üblichen Form vor Ort ebenfalls nicht durchführbar.
Ausgezeichnet wurden Filme des Jahres 2019 in insgesamt elf Kategorien, die Nominierungen wurden am 23. Januar 2020 im Rahmen der Solothurner Filmtage bekanntgegeben. In der Kategorie Kurzfilm wurde in diesem Jahr kein Schweizer Filmpreis vergeben, worauf der Interessenverband des Schweizer Kurzfilms Pro Short öffentlich gegen die strengen Zulassungsbedingungen protestierte. Zusätzlich wurden ein Spezial- und ein Ehrenpreis vergeben. 
| Film                                      | N | A |
| ----------------------------------------- | - | - |
| Das Flirren am Horizont                   | 4 | 2 |
| Baghdad in my Shadow                      | 3 | 1 |
| Der Büezer                                | 3 | 1 |
| Bruno Manser – Die Stimme des Regenwaldes | 3 | 1 |
| Immer und ewig                            | 3 | 2 |
| Moskau Einfach!                           | 3 | 1 |
| Where We Belong                           | 3 | 0 |
| Al-Shafaq – Wenn der Himmel sich spaltet  | 2 | 0 |

## Preisträger und Nominierte

### Bester Spielfilm
- Delphine Lehericey für Das Flirren am Horizont (Le milieu de l’horizon)
  - Samir für Baghdad in my Shadow
  - Niklaus Hilber für Bruno Manser – Die Stimme des Regenwaldes
  - Blaise Harrison für Les particules
  - Micha Lewinsky für Moskau Einfach!

### Bester Dokumentarfilm
- Fanny Bräuning für Immer und ewig
  - Mischa Hedinger für African Mirror
  - Maya Kosa und Sergio da Costa für L'île aux oiseux
  - Stéphane Riethauser für Madame
  - Jacqueline Zünd für Where We Belong

### Bester Kurzfilm
- nicht vergeben[7]

### Bester Animationsfilm
- Maja Gehrig für Average Happiness
  - Michael Frei für Kids
  - Samuel Guillaume und Frédéric Guillaume für Le renard et l’oisille

### Bestes Drehbuch
- Joanne Giger für Das Flirren am Horizont (Le milieu de l’horizon)
  - Samir für Baghdad in my Shadow
  - Plinio Bachmann, Barbara Sommer und Micha Lewinsky für Moskau Einfach!

### Beste Darstellerin
- Miriam Stein in Moskau Einfach!
  - Sabine Timoteo in Tambour battant
  - Beren Tuna in Al-Shafaq – Wenn der Himmel sich spaltet

### Bester Darsteller
- Sven Schelker in Bruno Manser – Die Stimme des Regenwaldes
  - Joel Basman in Der Büezer
  - Luc Bruchez in Das Flirren am Horizont (Le milieu de l’horizon)

### Beste Nebenrolle
- Cecilia Steiner in Der Büezer
  - Antonio Buil in Insoumis
  - Andrea Zogg in Der Büezer

### Beste Filmmusik
- Olivia Pedroli für Immer und ewig
  - Nicolas Rabaeus für Das Flirren am Horizont (Le milieu de l’horizon)
  - Thomas Kuratli für Where We Belong

### Beste Kamera
- Basil Da Cunha für O fim do mundo
  - Gabriel Sandru für Al-Shafaq – Wenn der Himmel sich spaltet
  - Pierre Mennel für Immer und ewig

### Beste Montage
- Jann Anderegg für Baghdad in my Shadow
  - Claudio Cea für Bruno Manser – Die Stimme des Regenwaldes
  - Gion-Reto Killias für Where We Belong

### Bester Abschlussfilm
- Aurelio Buchwalder für Isola
  - Lasse Linder für Nachts sind alle Katzen grau
  - Julietta Korbel für Still Working

### Spezialpreis der Akademie
- Chefbeleuchter Ernst Brunner für die Lichtgestaltung in den Spielfilmen Tambour battant und Sekuritas[1]

### Ehrenpreis
- Markus Imhoof[10]